# Metalimnobia (Metalimnobia) eusebeia
Metalimnobia (Metalimnobia) eusebeia is een tweevleugelige uit de familie steltmuggen (Limoniidae). De soort komt voor in het Oriëntaals gebied.